# Žarko Varajić
Žarko Varajić, cirill írással: Жарко Варајић (Nikšić, 1951. december 26. – Belgrád, 2019. június 23.) olimpiai ezüstérmes, Európa-bajnok jugoszláv-szerb kosárlabdázó.

## Pályafutása
1969 és 1984 között a KK Bosna kosárlabdázója volt, közben 1981–82-ben az emírségekbeli Al Ain BC csapatában szerepelt. 126 alkalommal szerepelt a jugoszláv válogatottban.

## Sikerei, díjai
Jugoszlávia
- Olimpiai játékok
  - ezüstérmes: 1976, Montréal
- Európa-bajnokság
  - aranyérmes: 1977, Belgium
  - bronzérmes: 1979, Olaszország

KK Bosna
- Jugoszláv bajnok: 1978, 1980, 1983
- Jugoszláv kupagyőztes: 1978, 1984
- Korać kupa 1978
- Európa kupa: 1979